# Josef Kurth
Josef Kurth (* 14. Juli 1894 in Düren; † 24. Oktober 1968 ebenda) war Komponist, Liedtexter und Sänger.
Kurth wurde als zweiter Sohn einer Konditorfamilie geboren. Er begann ein Musikstudium, das er abbrechen musste, weil sein Bruder im Ersten Weltkrieg fiel und er in das elterliche Geschäft einsteigen musste. Er erlernte den Beruf des Konditors. 1922 machte er die Meisterprüfung. Er widmete sich aber weiterhin der Musik und nahm Unterricht beim damaligen städtischen Kapellmeister Heinz Bongartz, der später Chefdirigent der Dresdner Philharmonie wurde. 
Josef Kurth, genannt Jupp Kurth, spielte Klavier, Cello und Orgel. Nach dem Zweiten Weltkrieg wohnte er am Markt in dem Haus, wo auch seine Konditorei war. Die verkaufte er 1958 an den Konditormeister Heiner Düren. 
Kurth war auch Musikredakteur bei der Aachener Volkszeitung. Nachdem er 1950 ein Klavier von einem Bekannten bekommen hatte, begann er neue Lieder zu schreiben. Häste denge Schutt dann noch net fott (Hast du deinen Schutt denn noch nicht weg) war das erste von etwa 70 heimatbezogenen Liedern, meistens in Dürener Platt. Seine Lieder trug er auch in der Dürener Narrenzunft, deren Mitglied er war, vor.